# Valkeala
Valkeala este o fostă comună din Finlanda.